# Jean Dumas (scientifique)
Pour les articles homonymes, voir Jean Dumas (football) et Dumas.
Jean Dumas, né le 10 mai 1696 à Lyon quartier Saint-Nizier, et mort le 4 janvier 1776 à Avignon, est un jésuite, professeur d'hébreu, astronome et musicien français.

## Biographie

### Enfance et formation
Jean Dumas est fils de André Dumas, passementier, et de Anne Bérardier. Il suit son éducation chez les jésuites qu'il décide de rejoindre aussitôt son éducation terminée. Il entre au noviciat le 7 septembre 1711 et est ensuite envoyé au Canada afin de s'initier aux travaux apostoliques. Durant ce voyage il s'applique à l’étude des mathématiques, et restera en Amérique de 1726 à 1740.

### Carrière
Rentré en France, il est tout d'abord nommé régent des humanités au collège de Dôle et ensuite professeur d'hébreu au collège de la Trinité de Lyon.
Le 26 avril 1754, il est élu membre de l'Académie des beaux-arts de Lyon, alors appelée Société royale. Il est choisi comme académicien ordinaire à une place d'astronomie. En 1758, lorsque cette académie fusionne avec l'académie des sciences et Belles-lettres, il est placé dans la classe des sciences en tant qu’académicien titulaire. Il démissionnera le 15 mars 1764, lorsque les jésuites seront expulsés de France, et ne voulant pas renier son ordre, il émigre en 1764 à Avignon où il décède le 4 janvier 1776 à 80 ans. Il est alors inhumé au sein du presbytère paroisse Saint-Pierre.

## Travaux
Ses travaux traversent diverses disciplines et divers sujets. Dans le domaine des mathématiques il aborde principalement le calcul intégral. Il travaille ensuite sur l'astronomie et plus particulièrement sur les planètes et les comètes, surtout vers 1758-1759 avec le retour de la comète de Halley. 
Il s'intéresse aussi à la musique et ses théories. Il développe une théorie de l'harmonie et du tempérament qui se rapproche de celle de Rameau et se veut dans sa continuité.

## Publications
Ses manuscrits se trouvent aujourd'hui dans les archives de l'Académie des Sciences, Belles-Lettres et Arts de Lyon.
Ouvrages
- Règle générale pour la quadrature de toutes les Courbes, par le Père Dumas de la Compagnie de Jésus, Missionnaire aux Illinois, Mém. Trévoux, 1728, p. 1974-1976.
- Mémoire sur la cycloïde, Addition aux Mém. Trévoux de mai 1730, p. I-XVI.

Manuscrits
- Sur la solution d'un problème de Képler, étant donné l'anomalie moyenne, trouver la vraie, 17 mai 1754.
- Mesure de la surface du cône scalène par Mr Bossut, 12 septembre 1755.
- Mémoire sur le tempérament de l’orgue et du clavecin, Sur le problème astronomique de Mr Halley, Solution d’un problème d’algèbre, Addition au mémoire sur le tempérament, 21 mars 1755.
- Principes de l’harmonie, Dimension des orbites des planètes, 6 mars 1756.
- Éclaircissements en forme d’entretiens sur l'harmonie tempérée, 15 juin 1762.
- Traité d'harmonie théorique et pratique, 4 juillet 1759.
- Observations sur le jeu de dés harmoniques, 28 novembre 1758.
- Mémoire sur la force centrale tendante au centre du cercle, 18 juillet 1755.
- Essais sur les forces vives, 28 mai 1756.
- Mémoire sur une proposition élémentaire d’hydrostatique, 6 février 1756.
- Mémoire sur la théorie des comètes d’après la théorie d’Euler. Comète de 1757, 3 et 10 juillet 1759.
- Sur la comète de 1757, 21 juillet 1758.
- Mémoire sur les comètes en général et celle de 1759 en particulier, 12 février 1760.
- Théorie directe des comètes, 15 avril 1760.
- Nouvel essai de la théorie des comètes et son application à la 2ème comète de 1760, 21 juillet 1761.